# Мировая бейсбольная классика 2013
Мировая бейсбольная классика 2013 (англ. 2013 World Baseball Classic) — третий розыгрыш международного турнира для сборных команд с участием игроков Главной лиги бейсбола. Игры состоялись со 2 по 19 марта 2013 года на стадионах в Японии, США, Тайване и Пуэрто-Рико.
В турнире приняло участие шестнадцать команд. Победителем впервые стала сборная Доминиканской Республики, в финале обыгравшая сборную Пуэрто-Рико со счётом 3:0. Лучшим игроком турнира был признан игрок второй базы команды Доминиканской Республики Робинсон Кано.

## Организация и формат турнира
В турнире приняло участие шестнадцать команд. Двенадцать сборных, выигравших хотя бы один матч на предыдущем турнире, были квалифицированы автоматически. На оставшиеся четыре места претендовало 28 команд, впервые был организован отборочный турнир. Президент Международной федерации бейсбола Риккардо Фраккари объявил, что победителю турнира также будет присвоен титул чемпионов мира, ранее разыгрывавшийся в рамках Кубка мира.
Групповой турнир проводился по круговой системе, из каждой группы в следующий этап выходило по две команды. Второй этап проводился по системе с выбыванием после двух поражений, по его итогам четыре команды выходили в полуфинал.
В сентябре 2012 года было объявлено, что игры финальной части соревнований примут стадионы «Фукуока Доум» и «Токио Доум» в Японии, «AT&T-парк», «Чейз-филд», «Марлинс-парк» и «Солт-Ривер-филдс на Токин-Стик» в США, «Эстадио Хирам Биторн» в Пуэрто-Рико и «Тайчжун-Интерконтинентал-Бейсбол-стэдиум» в Тайване.

## Участники турнира
В турнире приняли участие следующие команды:
| Группа А |
| -------- |
| Япония   |
| Китай    |
| Куба     |
| Бразилия |

| Группа В         |
| ---------------- |
| Республика Корея |
| Нидерланды       |
| Австралия        |
| Тайвань          |

| Группа С                 |
| ------------------------ |
| Венесуэла                |
| Пуэрто-Рико              |
| Доминиканская Республика |
| Испания                  |

| Группа D |
| -------- |
| США      |
| Мексика  |
| Италия   |
| Канада   |

## Города и стадионы
Игры турнира состоялись на восьми стадионах в четырёх странах — США, Пуэрто-Рико, Японии и Тайване.
| Город         | Стадион                                  | Вместимость | Стадии турнира     |
| ------------- | ---------------------------------------- | ----------- | ------------------ |
| Тайчжун       | Тайчжун-Интерконтинентал-Бейсбол-стэдиум | 20 000      | первый раунд       |
| Фукуока       | Фукуока Доум                             | 38 561      | первый раунд       |
| Финикс        | Чейз-филд                                | 48 633      | первый раунд       |
| Сан-Хуан      | Эстадио Хирам Биторн                     | 18 264      | первый раунд       |
| Скотсдейл     | Солт-Ривер-филд на Токин-Стик            | 11 000      | первый раунд       |
| Токио         | Токио Доум                               | 42 000      | второй раунд       |
| Майами        | Марлинс-парк                             | 36 742      | второй раунд       |
| Сан-Франциско | AT&T-парк                                | 41 915      | полуфиналы и финал |

## Составы команды
Составы команд на игры турнира были объявлены в январе 2013 года.
Чтобы представлять национальную сборную, бейсболист должен был соответствовать одному из условий:
- быть гражданином страны либо иметь право на получение гражданства (в этом случае игрок включался в состав по решению организаторов);
- постоянно проживать в стране или на территории, которую он представляет;
- игрок родился в стране или на территории, которую он представляет;
- один из родителей игрока является гражданином страны, которую он представляет;
- один из родителей игрока родился в стране или на территории, которую он представляет.

## Результаты

### Первый раунд

#### Группа A
| Место | Команда  | В | П | НР | ПР | П%    |
| ----- | -------- | - | - | -- | -- | ----- |
| 1     | Куба     | 3 | 0 | 23 | 5  | 100,0 |
| 2     | Япония   | 2 | 1 | 13 | 11 | 66,7  |
| 3     | Китай    | 1 | 2 | 7  | 19 | 33,3  |
| 4     | Бразилия | 0 | 3 | 7  | 15 | 0,0   |

| Дата    | Стадион      | Команды           | Счёт     | Победивший питчер | Проигравший питчер | Сейв         | Время матча | Зрители | Ссылка |
| ------- | ------------ | ----------------- | -------- | ----------------- | ------------------ | ------------ | ----------- | ------- | ------ |
| 2 марта | Фукуока Доум | Япония — Бразилия | 5:3      | Сэтцу (1-0)       | Накаоси (0-1)      | Макита (1)   | 3:20        | 28 181  |        |
| 3 марта | Фукуока Доум | Куба — Бразилия   | 5:2      | Хименес (1-0)     | Риенцо (0-1)       | Иглесиас (1) | 3:22        | 4 003   |        |
| 3 марта | Фукуока Доум | Китай — Япония    | 2:5      | Маэда (1-0)       | Ся Ло (0-1)        | —            | 2:57        | 13 891  |        |
| 4 марта | Фукуока Доум | Китай — Куба      | 0:12 (7) | Бетанкур (1-0)    | Синь Ли (0-1)      | —            | 2:28        | 3 123   |        |
| 5 марта | Фукуока Доум | Бразилия — Китай  | 2:5      | Цзянъан Лу (1-0)  | Говеа (0-1)        | —            | 3:12        | 3 110   |        |
| 6 марта | Фукуока Доум | Япония — Куба     | 3:6      | Перес (1-0)       | Отонари (0-1)      | —            | 3:39        | 26 860  |        |

#### Группа B
| Место | Команда          | В | П | НР | ПР | П%   |
| ----- | ---------------- | - | - | -- | -- | ---- |
| 1     | Тайвань          | 2 | 1 | 14 | 7  | 66,7 |
| 2     | Нидерланды       | 2 | 1 | 12 | 9  | 66,7 |
| 3     | Республика Корея | 2 | 1 | 9  | 7  | 66,7 |
| 4     | Австралия        | 0 | 3 | 2  | 14 | 0,0  |

| Дата    | Стадион                  | Команды                       | Счёт | Победивший питчер   | Проигравший питчер | Сейв              | Время матча | Зрители | Ссылка |
| ------- | ------------------------ | ----------------------------- | ---- | ------------------- | ------------------ | ----------------- | ----------- | ------- | ------ |
| 2 марта | Тайчжун-Интерконтинентал | Австралия — Тайвань           | 1:4  | Цзянь Мин Ван (1-0) | Окспринг (0-1)     | Хун Вэнь Чэнь (1) | 2:53        | 20 035  |        |
| 2 марта | Тайчжун-Интерконтинентал | Республика Корея — Нидерланды | 0:5  | Марквелл (1-0)      | Юн Сукмин (0-1)    | —                 | 3:24        | 1 085   |        |
| 3 марта | Тайчжун-Интерконтинентал | Нидерланды — Тайвань          | 3:8  | Вэй Лунь Пань (1-0) | Стёйфберген (0-1)  | —                 | 3:09        | 20 035  |        |
| 4 марта | Тайчжун-Интерконтинентал | Республика Корея — Австралия  | 6:0  | Сон Сынджун (1-0)   | Сирл (0-1)         | —                 | 3:31        | 1 481   |        |
| 5 марта | Тайчжун-Интерконтинентал | Австралия — Нидерланды        | 1:4  | Кордеманс (1-0)     | Рузич (0-1)        | ван Мил (1)       | 2:50        | 1 113   |        |
| 5 марта | Тайчжун-Интерконтинентал | Тайвань — Республика Корея    | 2:3  | Чан Вонсам (1-0)    | Ко Хун Чи (0-1)    | О Сынхван (1)     | 3:27        | 23 431  |        |

#### Группа С
| Место | Команда                  | В | П | НР | ПР | П%    |
| ----- | ------------------------ | - | - | -- | -- | ----- |
| 1     | Доминиканская Республика | 3 | 0 | 19 | 8  | 100,0 |
| 2     | Пуэрто-Рико              | 2 | 1 | 11 | 7  | 66,7  |
| 3     | Венесуэла                | 1 | 2 | 17 | 21 | 33,3  |
| 4     | Испания                  | 0 | 3 | 9  | 20 | 0,0   |

| Дата     | Стадион              | Команды                                | Счёт | Победивший питчер | Проигравший питчер | Сейв        | Время матча | Зрители | Ссылка |
| -------- | -------------------- | -------------------------------------- | ---- | ----------------- | ------------------ | ----------- | ----------- | ------- | ------ |
| 7 марта  | Эстадио Хирам Биторн | Венесуэла — Доминиканская Республика   | 3:9  | Строп (1-0)       | Санчес (0-1)       | —           | 3:55        | 15 069  |        |
| 8 марта  | Эстадио Хирам Биторн | Испания — Пуэрто-Рико                  | 0:3  | Альварадо (1-0)   | Перес (0-1)        | Седеньо (1) | 3:05        | 14 974  |        |
| 9 марта  | Эстадио Хирам Биторн | Доминиканская Республика — Испания     | 6:3  | Дедуно (1-0)      | Негрин (0-1)       | Родни (1)   | 3:47        | 13 412  |        |
| 9 марта  | Эстадио Хирам Биторн | Пуэрто-Рико — Венесуэла                | 6:3  | Фигероа (1-0)     | Альварес (0-1)     | Кабрера (1) | 3:35        | 18 741  |        |
| 10 марта | Эстадио Хирам Биторн | Испания — Венесуэла                    | 6:11 | Рамирес (1-0)     | Морлан (0-1)       | —           | 3:59        | 13 395  |        |
| 10 марта | Эстадио Хирам Биторн | Доминиканская Республика — Пуэрто-Рико | 4:2  | Барсело (1-0)     | Берриос (0-1)      | Родни (2)   | 3:41        | 19 413  |        |

#### Группа D
| Место | Команда | В | П | НР | ПР | П%   |
| ----- | ------- | - | - | -- | -- | ---- |
| 1     | США     | 2 | 1 | 17 | 11 | 66,7 |
| 2     | Италия  | 2 | 1 | 22 | 15 | 66,7 |
| 3     | Канада  | 1 | 2 | 18 | 26 | 33,3 |
| 4     | Мексика | 1 | 2 | 13 | 18 | 33,3 |

| Дата     | Стадион                       | Команды          | Счёт     | Победивший питчер | Проигравший питчер | Сейв          | Время матча | Зрители | Ссылка |
| -------- | ----------------------------- | ---------------- | -------- | ----------------- | ------------------ | ------------- | ----------- | ------- | ------ |
| 7 марта  | Солт-Ривер-филд на Токин-Стик | Италия — Мексика | 6:5      | Пульезе (1-0)     | Ромо (0-1)         | Грилли (1)    | 3:41        | 4 478   |        |
| 8 марта  | Чейз-филд                     | Канада — Италия  | 4:14 (8) | Маэстри (1-0)     | Хилл (0-1)         | —             | 3:27        | 5 140   |        |
| 8 марта  | Чейз-филд                     | Мексика — США    | 5:2      | Гальярдо (1-0)    | Дики (0-1)         | Ромо (1)      | 3:29        | 44 256  |        |
| 9 марта  | Чейз-филд                     | Канада — Мексика | 10:3     | Леру (1-0)        | Эстрада (0-1)      | —             | 3:44        | 19 581  |        |
| 9 марта  | Чейз-филд                     | США — Италия     | 6:2      | Вогелсонг (1-0)   | Грифантини (0-1)   | Детвайлер (1) | 3:21        | 19 303  |        |
| 10 марта | Чейз-филд                     | США — Канада     | 9:4      | Белл (1-0)        | Хендерсон (0-1)    | —             | 3:18        | 22 425  |        |

### Второй раунд

#### Группа 1
| Дата     | Стадион    | Команды             | Счёт     | Победивший питчер | Проигравший питчер  | Сейв | Время матча | Зрители | Ссылка |
| -------- | ---------- | ------------------- | -------- | ----------------- | ------------------- | ---- | ----------- | ------- | ------ |
| 8 марта  | Токио Доум | Нидерланды — Куба   | 6:2      | Марквелл (2-0)    | Хименес (1-1)       | —    | 3:38        | 38 588  |        |
| 8 марта  | Токио Доум | Япония — Тайвань    | 4:3 (10) | Макита (1-0)      | Хун Вэнь Чэнь (0-1) | —    | 4:37        | 43 527  |        |
| 9 марта  | Токио Доум | Тайвань — Куба      | 0:14 (7) | Бетанкур (1-0)    | Ло Чин Лун (0-1)    | —    | 2:43        | 12 884  |        |
| 10 марта | Токио Доум | Япония — Нидерланды | 16:4 (7) | Маэда (2-0)       | Кордеманс (1-1)     | —    | 2:53        | 37 745  |        |
| 11 марта | Токио Доум | Куба — Нидерланды   | 6:7      | ван Мил (1-0)     | Гевара (0-1)        | —    | 3:52        | 7 613   |        |
| 12 марта | Токио Доум | Нидерланды — Япония | 6:10     | Отонари (1-1)     | Бергман (0-1)       | —    | 3:30        | 30 301  |        |

#### Группа 2
| Дата     | Стадион      | Команды                                | Счёт | Победивший питчер | Проигравший питчер | Сейв        | Время матча | Зрители | Ссылка |
| -------- | ------------ | -------------------------------------- | ---- | ----------------- | ------------------ | ----------- | ----------- | ------- | ------ |
| 12 марта | Марлинс-парк | Италия — Доминиканская Республика      | 4:5  | Строп (2-0)       | Вендетти (0-1)     | Родни (3)   | 3:17        | 14 482  |        |
| 12 марта | Марлинс-парк | Пуэрто-Рико — США                      | 1:7  | Гонсалес (1-0)    | Сантьяго (0-1)     | —           | 3:22        | 32 872  |        |
| 13 марта | Марлинс-парк | Италия — Пуэрто-Рико                   | 3:4  | Бургос (1-0)      | Суини (0-1)        | Кабрера (2) | 3:46        | 25 787  |        |
| 14 марта | Марлинс-парк | Доминиканская Республика — США         | 3:1  | Строп (3-0)       | Кимбрел (0-1)      | Родни (4)   | 3:17        | 34 366  |        |
| 15 марта | Марлинс-парк | Пуэрто-Рико — США                      | 4:3  | Фигероа (2-0)     | Вогелсонг (1-1)    | Ромеро (1)  | 3:24        | 19 672  |        |
| 16 марта | Марлинс-парк | Пуэрто-Рико — Доминиканская Республика | 0:2  | Родригес (1-0)    | Роман (0-1)        | Родни (5)   | 2:58        | 25 848  |        |

### Финальный этап
|  | Полуфиналы               | Полуфиналы               | Полуфиналы               | Полуфиналы               | Полуфиналы               | Полуфиналы               | Полуфиналы               | Полуфиналы               | Полуфиналы               | Полуфиналы |             |             | Финал                    | Финал                    | Финал                    | Финал                    | Финал                    | Финал                    | Финал                    | Финал                    | Финал                    | Финал |
|  |                          |                          |                          |                          |                          |                          |                          |                          |                          |            |             |             |                          |                          |                          |                          |                          |                          |                          |                          |                          |       |
|  | Пуэрто-Рико              | Пуэрто-Рико              | Пуэрто-Рико              | Пуэрто-Рико              | Пуэрто-Рико              | Пуэрто-Рико              | Пуэрто-Рико              | Пуэрто-Рико              | Пуэрто-Рико              | 3          |             |             |                          |                          |                          |                          |                          |                          |                          |                          |                          |       |
|  | Пуэрто-Рико              | Пуэрто-Рико              | Пуэрто-Рико              | Пуэрто-Рико              | Пуэрто-Рико              | Пуэрто-Рико              | Пуэрто-Рико              | Пуэрто-Рико              | Пуэрто-Рико              | 3          |             |             |                          |                          |                          |                          |                          |                          |                          |                          |                          |       |
|  | Япония                   | Япония                   | Япония                   | Япония                   | Япония                   | Япония                   | Япония                   | Япония                   | Япония                   | 1          |             |             |                          |                          |                          |                          |                          |                          |                          |                          |                          |       |
|  |                          |                          |                          |                          |                          |                          |                          |                          |                          |            | Пуэрто-Рико | Пуэрто-Рико | Пуэрто-Рико              | Пуэрто-Рико              | Пуэрто-Рико              | Пуэрто-Рико              | Пуэрто-Рико              | Пуэрто-Рико              | Пуэрто-Рико              | 0                        |                          |       |
|  |                          |                          |                          |                          |                          |                          |                          |                          |                          |            | Пуэрто-Рико | Пуэрто-Рико | Пуэрто-Рико              | Пуэрто-Рико              | Пуэрто-Рико              | Пуэрто-Рико              | Пуэрто-Рико              | Пуэрто-Рико              | Пуэрто-Рико              | 0                        |                          |       |
|  |                          |                          |                          |                          |                          |                          |                          |                          |                          |            |             |             | Доминиканская Республика | Доминиканская Республика | Доминиканская Республика | Доминиканская Республика | Доминиканская Республика | Доминиканская Республика | Доминиканская Республика | Доминиканская Республика | Доминиканская Республика | 3     |
|  | Нидерланды               | Нидерланды               | Нидерланды               | Нидерланды               | Нидерланды               | Нидерланды               | Нидерланды               | Нидерланды               | Нидерланды               | 1          |             |             | Доминиканская Республика | Доминиканская Республика | Доминиканская Республика | Доминиканская Республика | Доминиканская Республика | Доминиканская Республика | Доминиканская Республика | Доминиканская Республика | Доминиканская Республика | 3     |
|  | Нидерланды               | Нидерланды               | Нидерланды               | Нидерланды               | Нидерланды               | Нидерланды               | Нидерланды               | Нидерланды               | Нидерланды               | 1          |             |             |                          |                          |                          |                          |                          |                          |                          |                          |                          |       |
|  | Доминиканская Республика | Доминиканская Республика | Доминиканская Республика | Доминиканская Республика | Доминиканская Республика | Доминиканская Республика | Доминиканская Республика | Доминиканская Республика | Доминиканская Республика | 4          |             |             |                          |                          |                          |                          |                          |                          |                          |                          |                          |       |
|  | Доминиканская Республика | Доминиканская Республика | Доминиканская Республика | Доминиканская Республика | Доминиканская Республика | Доминиканская Республика | Доминиканская Республика | Доминиканская Республика | Доминиканская Республика | 4          |             |             |                          |                          |                          |                          |                          |                          |                          |                          |                          |       |
|  |                          |                          |                          |                          |                          |                          |                          |                          |                          |            |             |             |                          |                          |                          |                          |                          |                          |                          |                          |                          |       |

#### Полуфиналы
| Дата     | Стадион   | Команды                               | Счёт | Победивший питчер | Проигравший питчер | Сейв        | Время матча | Зрители | Ссылка |
| -------- | --------- | ------------------------------------- | ---- | ----------------- | ------------------ | ----------- | ----------- | ------- | ------ |
| 17 марта | AT&T-парк | Пуэрто-Рико — Япония                  | 3:1  | Сантьяго (1-1)    | Маэда (2-1)        | Кабрера (3) | 3:27        | 33 683  |        |
| 18 марта | AT&T-парк | Нидерланды — Доминиканская Республика | 1:4  | Волькес (1-0)     | Марквелл (2-1)     | Родни (6)   | 3:09        | 27 527  |        |

#### Финал
| Дата     | Стадион   | Команды                                | Счёт | Победивший питчер | Проигравший питчер | Сейв      | Время матча | Зрители | Ссылка |
| -------- | --------- | -------------------------------------- | ---- | ----------------- | ------------------ | --------- | ----------- | ------- | ------ |
| 19 марта | AT&T-парк | Пуэрто-Рико — Доминиканская Республика | 0:3  | Дедуно (2-0)      | Альварадо (1-1)    | Родни (7) | 3:06        | 35 703  |        |